# Canton de Maripasoula
Canton de Maripasoula är ett arrondissement i Franska Guyana (Frankrike). Det ligger i den centrala delen av Franska Guyana, 210 km sydväst om huvudstaden Cayenne.